# Флаг Сыктывкара
Флаг муниципа́льного образова́ния городско́го о́круга «Сыктывка́р» Республики Коми Российской Федерации — опознавательно-правовой знак, служащий официальным символом муниципального образования.
Флаг утверждён 25 сентября 2009 года и 10 декабря 2009 года внесён в Государственный геральдический регистр Российской Федерации с присвоением регистрационного номера 5549.

## Описание
«Прямоугольное полотнище с отношением сторон 2:3, разделённое по горизонтали на две равные полосы: верхнюю синюю и нижнюю зелёную, несущее в центре фигуры гербовую композицию муниципального образования городского округа „Сыктывкар“: золотой медведь, лежащий в берлоге, ель, орнамент и звезда в виде элемента национального орнамента».

## Обоснование символики
За основу герба муниципального образования городского округа «Сыктывкар», на базе которого разработан флаг, взят исторический герб уездного города Усть-Сысольск (переименован в Сыктывкар 26 марта 1930 года) Вологодского наместничества, Высочайше утверждённый 2 (13) октября 1780 года, описание которого гласит: «Медведь, лежащий в берлоге, в голубом поле, в знак того, что такового рода зверей в окрестностях сего города находится довольно».
Геральдическое описание герба муниципального образования городского округа «Сыктывкар» гласит: «В лазоревом поле на зелёной, обременённой серебряной елью, горе золотой медведь, лежащий в золотой берлоге, сопровождённый вверху серебряной звездой в виде элемента национального орнамента (прорезной квадратный ромб с тремя лучами, перпендикулярно отходящими от каждой его стороны на половину длины стороны: по одному в продолжение сторон, и одному в середине стороны)».